# 세인트헬렌스 RFC

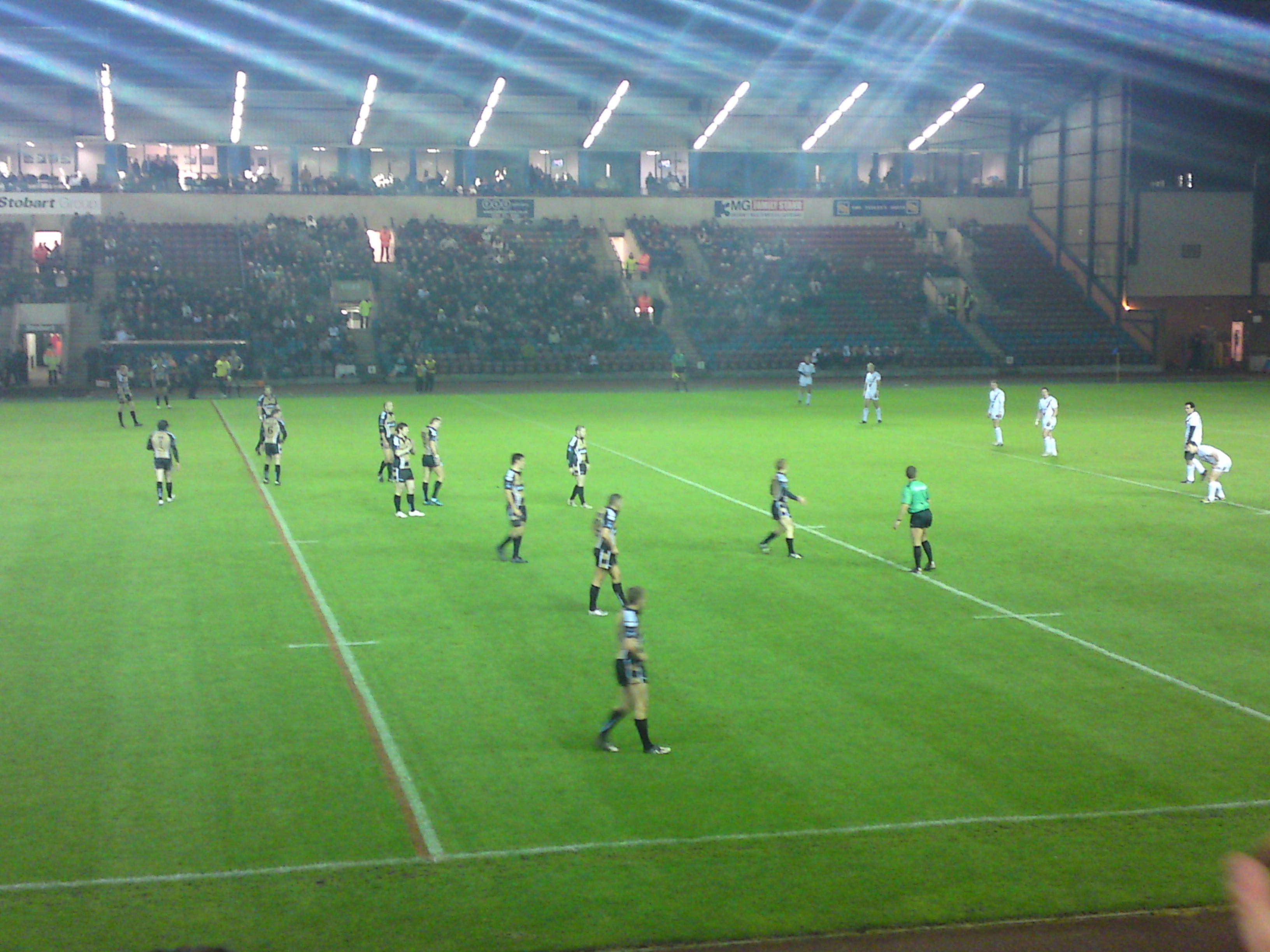

세인트헬렌스 럭비 리그 풋볼 클럽(St Helens Rugby League Football Club)은 1873년 창단한 잉글랜드 세인트헬렌스의 프로 럭비 리그 팀이다. 수퍼 리그에 참가하고 있으며 홈구장은 뉴 세인트헬렌스 스타디움이다.